# Jonas Eriksson
Jonas Eriksson (nascut el 28 de març 1974 a Luleå), és un exàrbitre de futbol suec. Actualment resideix a Sigtuna. Ha estat àrbitre internacional de la FIFA des de 2002 i 2018. Es va convertir en un àrbitre professional en 1994 i ha estat àrbitre de la Premier League des de 2000. Eriksson ha arbitrat 248 partits de Premier League, 47 partits a la Superettan i 97 partits internacionals fins a 2013.
Eriksson és multimilionari, i no arbitra per guanyar-se la vida, sinó per afició.
L'agost de 2013, Eriksson fou triat com a àrbitre de la Supercopa de la UEFA, partit que disputaren el Chelsea FC i l'FC Bayern de Múnic a Praga.
El març de 2013, la FIFA el va incloure en la llista de 52 àrbitres candidats per la Copa del Món de Futbol de 2014 al Brasil. El gener de 2014, la FIFA el va incloure a la llista definitiva d'àrbitres pel mundial. El seu primer partit al mundial fou el disputat entre els Estats Units i Ghana.
Fou el quart àrbitre de la final de la Lliga de Campions de la UEFA 2014-15 entre la Juventus FC i el FC Barcelona a l'Olympiastadion de Berlín, el 6 de juny de 2015.
Ha estat triat com a àrbitre de la final de l'Europa League 2016 al St. Jakob-Park el 18 de maig de 2016.